# Reichsregiment
Als Reichsregiment wurden die in den Jahren 1500 und 1521 gebildeten ständischen Regierungsorgane bezeichnet, die dem Heiligen Römischen Reich eine einheitliche politische Führung unter Beteiligung der Fürsten geben sollten.
Beide setzten sich aus dem Kaiser oder seinem Stellvertreter und 20 – später 22 – Vertretern der Reichsstände zusammen und hatten ihren Sitz zunächst in der Reichsstadt Nürnberg, später, von 1524 bis 1527, in der Reichsstadt Esslingen. Die Schaffung eines funktionstüchtigen Reichsregiments war der zentrale Punkt der Reichsreform zu Beginn des 16. Jahrhunderts. Sie scheiterte beide Male nach kurzer Zeit am Widerstand des jeweiligen Kaisers und an den divergierenden Interessen der Fürsten.
Das Reichsregiment war als permanent tagendes Regierungsorgan für das ganze Reich gedacht, das fürstlichen Einfluss auf höchster Ebene sicherstellen sollte.

## Das erste Reichsregiment
Das erste Reichsregiment ging auf eine Initiative des Mainzer Kurfürsten Berthold von Henneberg auf dem Wormser Reichstag von 1495 zurück. Als Gegenleistung für die Bewilligung des Gemeinen Pfennigs und für die Unterstützung im Krieg gegen Frankreich verlangte er von dem römisch-deutschen König und späteren Kaiser Maximilian I. die Einrichtung eines ständigen Regierungsorgans auf ständischer Grundlage. Der Kaiser sollte in dem Gremium, das die Finanzen, die Kriegführung und die Außenpolitik des Reiches kontrollieren sollte, nur den Ehrenvorsitz führen.
Da dies eine massive Beschneidung seiner Macht bedeutet hätte, stimmte Maximilian I. dem Vorschlag nicht zu. Allerdings ließ er sich unter dem Druck seiner finanziell prekären Lage auf andere Reformen ein, welche den Weg zum Reichsregiment ebnen sollten. Erst als die Fürsten ihm auf dem Reichstag zu Augsburg im Jahr 1500 auch feste Kontingente eines Reichsheers zustanden, kam es tatsächlich zur Bildung des Reichsregiments. Dem Gremium, das seinen Sitz in der Reichsstadt Nürnberg nahm, gehörten neben Maximilian I. 20 Vertreter der geistlichen und weltlichen Reichsfürsten sowie der Reichsstädte an. Maximilian verweigerte dem Organ jedoch von Beginn an die Zusammenarbeit und löste es schon 1502 wieder auf.

## Das zweite Reichsregiment
Auch Maximilians Nachfolger Karl V., sah sich mit der Forderung der Fürsten nach einem Reichsregiment konfrontiert. Als Bedingung für seine Wahl zum Römischen König musste er die erneute Einberufung des Gremiums in seiner Wahlkapitulation zugestehen. Da Karl zugleich über Spanien und weitere Länder außerhalb des Reiches herrschte, war absehbar, dass er einen Großteil seiner Regierungszeit außerhalb Deutschlands verbringen würde. Das Reichsregiment sollte in dieser Zeit unter seinem Bruder Ferdinand tagen und die Belange des Reiches regeln.
Auf dem Wormser Reichstag von 1521, auf dem Martin Luther sich vor dem Kaiser rechtfertigen sollte, kam es daher zur Gründung des zweiten Reichsregiments. Karl V. billigte ihm aber nur für die Zeiten seiner Abwesenheit vom Reich Entscheidungsbefugnisse zu. Ansonsten hatte es eine ausschließlich beratende Funktion. So scheiterte auch das zweite Reichsregiment an der mangelnden Unterstützung durch den Kaiser. Nachdem dieser 1531 die Wahl seines Bruders Ferdinand zum Römischen König durchgesetzt hatte, löste er das Gremium endgültig auf.